# Zecharia Sitchin
Zecharia Sitchin (em azeri:  Zaxariya Sitçin; em russo:  Заха́рия Си́тчин; Bacu, RSS do Azerbaijão, 11 de julho de 1920 — Nova Iorque, 9 de outubro de 2010) foi um autor de livros, que defendia uma explicação alternativa para a origem da humanidade, envolvendo uma versão da teoria dos astronautas antigos. Ele atribui a criação da antiga cultura suméria aos "anunnaki" (ou "nefilim"), uma raça extraterrestre nativa de um planeta chamado Nibiru, que se encontraria nos confins do Sistema Solar.
As ideias de Sitchin são rejeitadas por cientistas e acadêmicos, que tacham seu trabalho como pseudociência e pseudo-história. Seu trabalho sofreu críticas pela metodologia falha e por traduções equivocadas de textos antigos, bem como alegações astronômicas e científicas incorretas.

## Biografia
Zecharia Sitchin nasceu no Azerbaijão mas cresceu no Mandato Britânico da Palestina. Na Palestina adquiriu conhecimento profundo de hebraico antigo e moderno, outras línguas semíticas e europeias, o Antigo Testamento e a história e arqueologia do Oriente Próximo. Ele colou grau em história da economia na Universidade de Londres, e foi um jornalista e editor em Israel, antes de se mudar para Nova Iorque em 1952. Enquanto trabalhava como executivo em uma empresa transportadora, ele estudou por conta própria a escrita cuneiforme suméria, e visitou vários locais de importância arqueológica. Um dos poucos acadêmicos capazes de ler as tabuletas de argila e interpretar sumeriano antigo e acadiano, Sitchin baseou a série "As Crônicas da Terra" em textos e evidências pictóricas registradas pelas civilizações antigas do Oriente Próximo. Ele faleceu em Nova York, em 09 de Outubro de 2010.

## Ideias
De acordo com a interpretação que Sitchin faz da cosmologia suméria, haveria um planeta desconhecido de nossa ciência que segue uma órbita elíptica e demorada, passando pelo interior do Sistema Solar a cada 3.600 anos. Este planeta chamar-se-ia Nibiru (associado ao deus Marduk na cosmologia babilônia). Segundo Sitchin, um dos satélites de Nibiru teria colidido catastroficamente com Tiamat, outro planeta hipotético, localizado por Sitchin entre Marte e Júpiter. Esta colisão teria formado o planeta Terra, o cinturão de asteróides, e os cometas. Tiamat, conforme descrito no Enuma Elish, o épico da Criação mesopotâmico, é uma deusa. De acordo com Sitchin, contudo, Tiamat era o que é agora conhecido como Terra. Quando atingido por uma das duas luas do planeta Nibiru, Tiamat teria se partido em dois. Numa segunda passagem, o próprio Nibiru teria atingido um dos fragmentos e metade de Tiamat Teria se tornado o cinturão de asteróides. A segunda metade, após capturar a órbita de uma das luas de Tiamat (a nossa Lua), seria empurrada para uma nova órbita e tornar-se-ia o atual planeta Terra.
Este cenário é difícil de ser conciliado com a atual pequena excentricidade orbital da Terra de apenas 0,0167. Os defensores de Sitchin mantém que isso explicaria o formato oblongo do nosso planeta, cuja distância entre os polos é ligeiramente menor que o diâmetro na linha do equador. Também explicaria a peculiar geografia antiga da Terra, devido à acomodação após a colisão celeste, entenda-se, continentes sólidos de um lado e um oceano gigantesco do outro. Embora isto seja consistente com a hipótese do impacto gigante e posterior alteração de órbita que teria originado a Lua, estima-se que esse acontecimento tenha ocorrido 4, 5 bilhões de anos atrás.
O cenário delineado por Sitchin, com Nibiru retornando ao interior do Sistema Solar regularmente a cada 3.600 anos, implica numa órbita com um eixo semi-principal de 235 unidades astronômicas, estendendo-se do cinturão de asteróides até 12 vezes mais distante do Sol que Plutão. "A teoria da perturbação elementar indica que, sob as circunstâncias mais favoráveis de escapar-se de impactos diretos com outros planetas, nenhum corpo com uma órbita tão excêntrica conseguiria manter o mesmo período por duas passagens consecutivas. Dentro de doze órbitas, o objeto seria expulso ou converter-se-ia num corpo de período breve. Portanto, a busca por um planeta transplutoniano por T. C. Van Flandern, do Observatório Naval dos EUA, que Sitchin usa para justificar sua tese, não se sustenta", afirmou C. Leroy Ellenberger, em seu artigo Marduk Unmasked, em Frontiers of Science, de maio-junho de 1981.
De acordo com a teoria de Sitchin, "posto isto, a partir de um começo equilibrado, os nefilim evoluíram em Nibiru 45 milhões de anos à frente do desenvolvimento comparado na Terra, com seu ambiente claramente mais favorável."  Ainda segundo Ellenberger em seu artigo, "Tal resultado é improvável, para dizer o mínimo, uma vez que Nibiru passaria 99% de seu período além de Plutão. A explicação de Sitchin que o calor de origem radioativa e uma grossa atmosfera manteriam Nibiru aquecido é absurda e não resolve o problema da escuridão no espaço profundo. Também inexplicado é como os nefilins, que evoluíram muito depois da chegada a Nibiru, sabiam o que aconteceu com o planeta quando entrou pela primeira vez no Sistema Solar."
De acordo com Sitchin, Nibiru era o lar de uma raça extraterrestre humanóide e tecnologicamente avançada chamada de anunnaki no mito sumério, que seriam os chamados nefilim da Bíblia.  Ele afirma que eles chegaram à Terra pela primeira vez provavelmente 450.000 anos atrás, em busca de minérios, especialmente ouro, que descobriram e extraíram na África.  Esses "deuses" eram os militares e pesquisadores da expedição colonial de Nibiru ao planeta Terra. Sitchin acredita que os annunaki geraram o Homo Sapiens através de engenharia genética para serem escravos e trabalharem nas minas de ouro, através do cruzamento dos genes extraterrestres com os do Homo Erectus. Ele afirma que inscrições antigas relatam que a civilização humana de Sumer na Mesopotâmia foi estabelecida sob a orientação destes "deuses", e a monarquia humana foi instalada a fim de prover intermediários entre a humanidade e os annunaki. Ele crê que a radioatividade oriunda de armas nucleares usadas durante uma guerra entre facções dos extraterrestres seja o "vento maligno" que destruiu Ur por volta de 2000 a.C. (segundo ele, o ano exato seria 2024 a.C.), descrito no Lamento por Ur. Ele afirma que sua pesquisa coincide com muitos textos bíblicos, e estes seriam originários de textos sumérios.
Em agosto de 2002 o Museu Britânico em Londres revelou caixas não abertas encontradas no porão do museu da época de Woolley contendo esqueletos das Tumbas Reais de Ur de uma deusa rainha, depois descoberta como Ninpuabi, filha de NINSUN (anunnaki) + LUGALBANDA (semi-deus anunnaki), sendo Irmã mais nova de Gilgamesh, o mesmo das tábuas sumérias, neta de INANNA, que era NETA DE ANU rei de Nibiru.
Procurando saber se haveria planos para examinar DNA nesses ossos, o Sr. Sitchin entrou em contato com o museu. Educadamente ele foi informado de que não havia planos para tal.
Através de petições ao museu, o mesmo desejava fazer o mapeamento genético da deusa e compará-lo ao humano, mostrando assim nosso parentesco extraterrestre.
Logo antes de falecer, o Sr. Zecharia Sitchin esteve internado devido a um grave problema abdominal. Quando saiu do hospital, ele expressou seu desejo (último desejo): "Depois de algum repouso espero voltar à plena atividade relacionada ao meu livro mais recente, e ao Projeto Genoma da Deusa de Ur."
Porém nunca chegou a finalizar esse projeto.
Segundo ele, a última passagem de Nibiru foi em 556 a.C., considerando sua órbita de 3600 anos, seu retorno está previsto por volta de 2900. Entretanto, acreditava que os Anunnaki poderão retornar antes e que o momento do retorno coincidirá com a mudança astrológica da Era de Peixes para Era de Aquário, em algum momento entre 2090 e 2370.

## Críticas
Quando Sitchin escreveu seus livros, apenas os especialistas podiam ler a linguagem suméria, mas agora qualquer um pode conferir suas traduções através de um livro de 2006, o Sumerian Lexicon.
A perspectiva da "colisão planetária" por Sitchin tem ligeira semelhança com uma teoria levada a sério por astrônomos modernos - a teoria do impacto gigante sobre a formação da Lua há cerca de 4,5 bilhões de anos por um corpo chocando-se com a recém-formada Terra. Contudo, a proposta de Sitchin de uma série de colisões planetárias desgarradas difere em detalhes e sincronia. Como na tese anterior de Immanuel Velikovsky em Worlds in Collision, Sitchin afirma ter achado evidências de antigos conhecimentos humanos sobre movimentos celestes desgarrados em diversos relatos míticos. [carece de fontes?] No caso de Velikovsky, estas colisões interplanetárias eram passíveis de ocorrerem dentro do período da existência humana, enquanto que para Sitchin estas ocorreram durante os primeiros estágios da formação planetária, mas entraram para o relato mitológico através da raça extraterrestre que supostamente evoluiu em Nibiru após estes choques.
Sitchin baseia seus argumentos em suas interpretações pessoais [carece de fontes?] de textos pré-nubianos e sumérios e no selo VA 243. Ele afirma que estas civilizações antigas tinham conhecimento de um décimo-segundo planeta, quando de fato, mesmo somando-se o Sol e a Lua, eles conheciam apenas sete corpos celestes, todos chamados por eles de "planetas".
Centenas de selos e calendários astronômicos sumérios tem sido decodificados e registrados, e a contagem total de planetas verdadeiros em cada selo é de cinco. [carece de fontes?] O selo VA 243 tem 12 pontos que Sitchin identifica como sendo planetas. Quando traduzido, o selo VA 243 diz, "Tu é seu servo", o que agora considera-se uma mensagem de um nobre a um servo. De acordo com o semitologista Michael S. Heiser, o suposto Sol no selo VA 243 não é o símbolo sumério para o Sol, mas uma estrela, e os pontos também são estrelas. O símbolo no selo VA 243 não tem semelhança com o mesmo símbolo do Sol em centenas de inscrições sumérias.
Ideias semelhantes foram exploradas por autores como Immanuel Velikovsky, Erich von Däniken, Alan F. Alford e Laurence Gardner. Alford mais tarde reviria suas opiniões e criticaria a interpretação que Sitchin faz dos mitos. [carece de fontes?]

## Influência
O Raelianismo, a religião idolatradora de OVNIs fundada por Claude Vorilhon, tira muitas de suas crenças da obra de Sitchin, bem como a religião Nuwaubiana fundada por Dwight York.
Zetatalk, o culto na internet fundado pela auto-proclamada contatada Nancy Leider, descreve o "Planeta X", um grande objeto que afirmam colidirá com a Terra, como "Nibiru" em referência às teorias de Sitchin.
David Icke e Alex Collier também baseiam-se no trabalho de Sitchin em suas teorias.